# Jefferson, Carolina de Nord
Jefferson este un oraș și sediul comitatului Ashe, statul  Carolina de Nord,  Statele Unite ale Americii.
1. ↑   https://www.nctreasurer.com/municipalities Lipsește sau este vid: |title= (ajutor)